# Clandestino (álbum de Roser)
Clandestino es el cuarto álbum de estudio de la cantante pop española Roser. Su lanzamiento en España fue el 26 de enero de 2010 bajo el sello The Rojo Music y distribuido por Warner Music.

## Información general
El disco contiene 11 canciones, de las cuales una es un dueto con el cantante catalán Flavio Rodríguez.
La producción musical corrió a cargo de Raúl Nácher y la composición de los temas son obra de Raúl Nácher y Joeman del Río.

## Lista de canciones
| N.º | Canción                                   | Compositor                  | Productor   | Duración |
| --- | ----------------------------------------- | --------------------------- | ----------- | -------- |
| 1.  | "La marca de la guerrera"                 | Raúl Nácher, Joeman del Río | Raúl Nácher | 3:44     |
| 2.  | "La bestia"                               | Raúl Nácher, Joeman del Río | Raúl Nácher | 3:12     |
| 3.  | "Una lágrima"                             | Raúl Nácher, Joeman del Río | Raúl Nácher | 3:23     |
| 4.  | "El sonido de mi gente"                   | Raúl Nácher, Joeman del Río | Raúl Nácher | 3:24     |
| 5.  | "El secreto"                              | Raúl Nácher, Joeman del Río | Raúl Nácher | 3:38     |
| 6.  | "No hay más"                              | Raúl Nácher, Joeman del Río | Raúl Nácher | 3:44     |
| 7.  | "Clandestino"                             | Raúl Nácher, Joeman del Río | Raúl Nácher | 4:08     |
| 8.  | "Mi cuerpo"                               | Raúl Nácher, Joeman del Río | Raúl Nácher | 3:31     |
| 9.  | "Oculto poder"                            | Raúl Nácher, Joeman del Río | Raúl Nácher | 3:35     |
| 10. | "Suerte de cristal"                       | Raúl Nácher, Joeman del Río | Raúl Nácher | 3:43     |
| 11. | "Solo en ti" [Dueto con Flavio Rodríguez] | Raúl Nácher, Joeman del Río | Raúl Nácher | 4:20     |

## Sencillos
De 'Clandestino' se extrajeron 3 singles.
| N.º | Sencillo                          | Lanzamiento        |
| --- | --------------------------------- | ------------------ |
| 1.  | "La bestia"                       | Octubre de 2009    |
| 2.  | "Solo en ti" con Flavio Rodríguez | Septiembre de 2010 |
| 3.  | "El sonido de mi gente"           | Septiembre de 2011 |

## Listas

### Semanales
| País   | Ranking         | Primera semana | Posición de ingreso | Mejor posición | Semanas en la mejor posición | Semanas en el ranking | Última semana |
| ------ | --------------- | -------------- | ------------------- | -------------- | ---------------------------- | --------------------- | ------------- |
| Europa |                 |                |                     |                |                              |                       |               |
| España | Top 100 álbumes | 31/01/2010     | 96                  | 96             | 1                            | 1                     | 31/01/2010    |